# Droga wojewódzka nr 576
Droga wojewódzka nr 576 (DW576) – droga wojewódzka w centralnej Polsce w województwie kujawsko-pomorskim przebiegająca przez teren powiatu chełmińskiego, w całości położona na terenie Gminy Unisław. Droga ma długość 0,4 km. Łączy południową rampę  stacji kolejowej Unisław Pomorski z drogą wojewódzką nr 551. Obecnie droga jest nieużywana. 

## Przebieg drogi
Droga rozpoczyna się na skrzyżowaniu dróg wojewódzkich nr 551 i 597. Następnie kieruje się w stronę południowo-zachodnią i po 0,4 km dociera do rampy kolejowej. 

## Miejscowości leżące przy trasie DW576
- Unisław